# ديفيد بوزينا
ديفيد بوزينا (بالتشيكية: David Březina)‏ هو لاعب كرة قدم تشيكي في مركز الدفاع، ولد في 16 فبراير 1997 في براغ في بوهيميا. لعب مع سبارتا براغ.

## وصلات خارجية
- ديفيد بوزينا على موقع قاعدة بيانات كرة القدم.إي يو (الإنجليزية)
- ديفيد بوزينا على موقع Soccerway.com (الإنجليزية)